# Вулкан Палласа
Вулкан Палла́са — действующий вулкан на острове Кетой Большой Курильской гряды.
Сложный стратовулкан с вершинным кратером в кальдере. Высота 1002 м. В кратере расположено озеро Глазок.
Известны извержения 1843—1846, 1924, 1960. В настоящее время фиксируется сильная фумарольная и термальная активность.
Назван по фамилии естествоиспытателя, географа и путешественника П. С. Палласа.
На вулкане находится пресноводное кальдерное озеро Малахитовое, которое со своей глубиной 110 м является одним из самых глубоких озёр России.